# Хуссін Тимофій Моноварович
Тимофій Моноварович Хуссін (нар. 31 жовтня 2002) — український футболіст, півзахисник «Миколаєва», який виступає за «Металург».

## Життєпис
Вихованець запорізького «Металурга», у футболці якого з 2011 по 2017 рік виступав в обласних дитячо-юнацьких турнірах та ДЮФЛУ. У 2018 році виступав за інший запорізький клуб, «Динамо», а з 2018 по 2019 рік знову виступав за запорізький «Металург» у ДЮФЛУ. Напередодні старту сезону 2020/21 років переведений до «Миколаєва-2», у футболці якого дебютував 16 липня 2019 року в програному (0:3) виїзному поєдинку 21-го туру групи «Б» Другої ліги України проти «Альянсу». Тимофій вийшов на поле на 46-й хвилині, замінивши Владислава Швеця.